# Darren Helm
Darren Helm, född 21 januari 1987, är en kanadensisk före detta professionell ishockeyspelare. Han spelade för Detroit Red Wings och Colorado Avalanche och vann Stanley Cup 2008 samt 2022.

## Spelarkarriär

### Junior
Han började sin karriär 2003–2004 i Selkirk Fishermans i Keystone Junior Hockey League där han noterades för 73 poäng på 34 matcher och vann ligans poängliga. Han spelade även 6 matcher för Selkirk Steelers i Manitoba Junior Hockey League, där noterades han endast för en assist. Säsongen 2004–2005 spelade han i Medicine Hat Tigers i Western Hockey League och gjorde 24 poäng på 72 matcher. I slutspelet gjorde han 2 mål och 6 assists på 13 matcher. Efter den säsongen blev han draftad i fjärde rundan som 132:a spelare totalt av Detroit Red Wings i 2005 års NHL-draft.
Säsongen 2005–2006 vann Helm sitt lags poängliga 79 poäng på 70 matcher. Han hade 9 poäng, 5 mål och 4 assist, på 13 matcher under WHL slutspelet 2006. I september 2006 skrev han på ett treårskontrakt med Detroit Red Wings. Under 2006–2007 gjorde han 64 poäng på 59 matcher för Medicine Hat Tigers.

### Detroit Red Wings
Säsongen 2007–2008 började Helm spela för Grand Rapids Griffins. Han gjorde 16 mål och 15 assist på 67 matcher, tills han blev inkallad i slutet av säsongen och spelade 7 matcher utan poäng för Detroit Red Wings. Men i slutspelet gjorde han 2 mål och 2 assist på 18 matcher och hjälpte Red Wings att vinna Stanley Cup 2008 efter en finalserie mot Pittsburgh Penguins som Detroit vann med 4-2 i matcher. Han är en av de yngsta spelarna någonsin att vinna Stanley Cup för Red Wings. Men han hade bara spelat 7 matcher i grundspelet och fick inte sitt namn ingraverat på Stanley Cup.
Under 2008–2009 spelade Helm större delen av säsongen i Grand Rapids Griffins, men kallades upp i slutet av grundspelet och spelade 16 matcher med 1 assist som resultat. I slutspelet noterades han för 4 mål och 1 assist. Ett av målen var i Conference-finalen mot Chicago Blackhawks och var avgörande för hela serien. Målet gjorde han i den femte matchen på övertid, vilket tog Detroit vidare till Stanley Cup-final mot Pittsburgh Penguins för andra året i rad.
Darren Helm hade inte gjort ett mål i grundserien innan han gjorde sitt 5:e i slutspelet, vilket är ett NHL-rekord.
Säsongen 2009–2010 började inte bra när han blev skadad under försäsongen och inte kunde följa med och spela öppningsmatcherna mot St. Louis Blues i Stockholm.
Den 30 oktober 2009 i en match mot Edmonton Oilers gjorde Darren sitt första mål i grundserien. Han gjorde även en assist i matchen vilket gjorde att han för första gången gjorde fler än en poäng i en NHL-match.
19 juni 2012 skrev Helm på ett fyraårskontrakt värt 8,5 miljoner dollar med Red Wings.
Under träningscampen 2012–2013 diagnostiserades Helm med kroniska ryggproblem vilket gjorde att han endast spelade en match och halva säsongen 2013–2014.
1 juli 2016 skrev Helm på ett femårskontrakt med Red Wings värt 19,25 miljoner dollar. Helm tillbringade totalt 14 år med Red Wings och gjorde 744 matcher, 112 mål och 139 assist. Hans 744 matcher i Detroit är det 17:e mesta i klubbens historia. Han uttryckte att han hade "blandade känslor" med att lämna Detroit.

### Colorado Avalanche
29 juli 2021 värvade Colorado Avalanche Helm som skrev på ett ettårskontrakt. Han gjorde sju mål och åtta assist på 68 matcher i grundserien. När slutspelet sedan började svepte Avalanche först över Nashville Predators för att sedan möta St. Louis Blues i andra rundan. I match 6 vid ställningen oavgjort gjorde Helm det avgörande målet när 5,6 sekunder återstod av tredje perioden vilket skickade Avalanche till konferensfinal för första gången sedan 2002. Avalanche besegrade Edmonton Oilers i konferensfinalen och avancerade till Stanley Cup-finalen och den tredje finalen i Helms karriär. Avalanche segrade över Tampa Bay Lightning i finalen och Helm blev Stanley Cup-mästare för andra gången i karriären.
13 juli 2022 signerade Helm ett nytt ettårskontrakt med Avalanche värt 1.25 miljoner dollar för kommande säsong.
5 juli 2023 meddelade Helm sitt karriäravslut då föregående säsong blev till stor del förstörd för skadebekymmer.

## Internationellt
Helm deltog i Juniorvärldsmästerskapet 2007 med Kanada med vilka han vann guld.

## Statistik

### Klubbkarriär

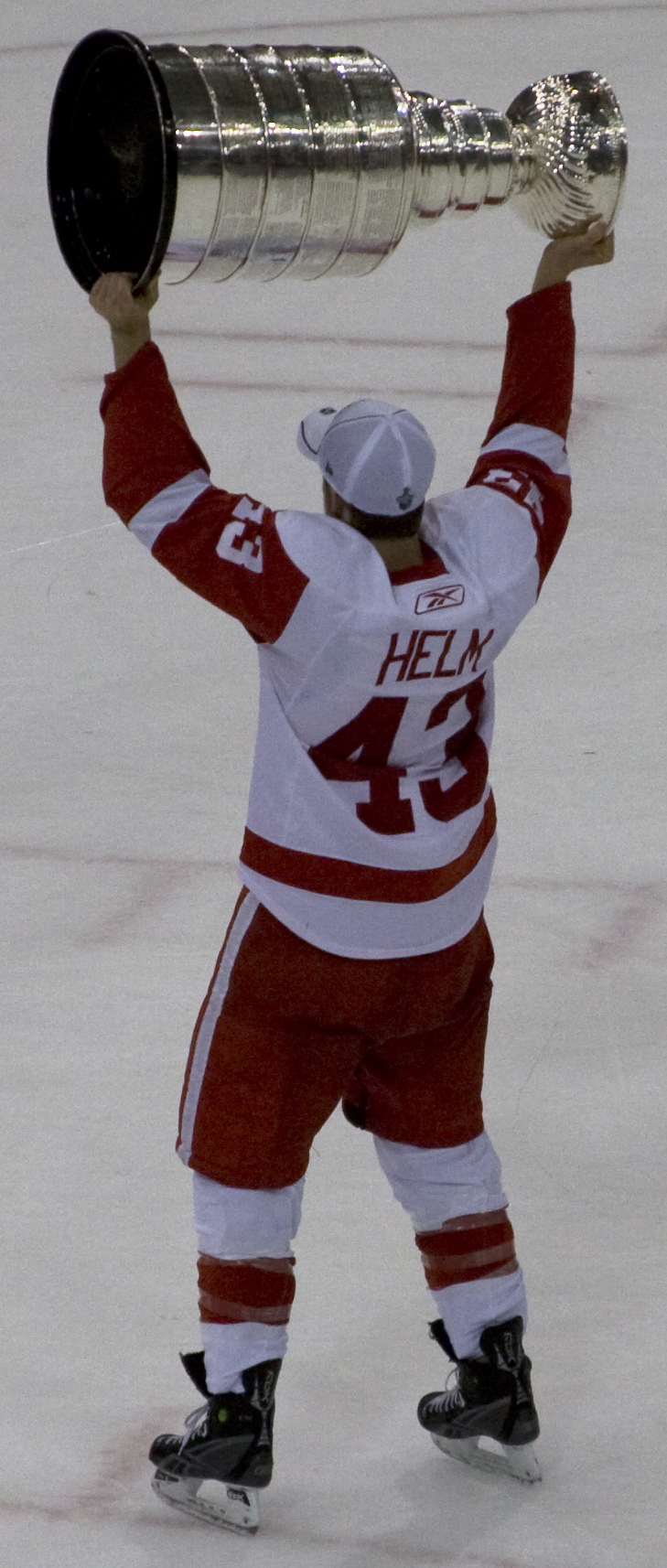
Helm firar Stanley Cup 2008.

| 2003–04    | Selkirk Fishermen     | MJBHL      | 34  | 39  | 32  | 71  | 34  | —   | —  | —  | —  | —  |
| 2003–04    | Selkirk Steelers      | MJHL       | 6   | 0   | 3   | 3   | 0   | —   | —  | —  | —  | —  |
| 2004–05    | Medicine Hat Tigers   | WHL        | 72  | 10  | 14  | 24  | 27  | 13  | 2  | 6  | 8  | 10 |
| 2005–06    | Medicine Hat Tigers   | WHL        | 70  | 41  | 38  | 79  | 37  | 13  | 5  | 4  | 9  | 2  |
| 2006–07    | Medicine Hat Tigers   | WHL        | 59  | 25  | 39  | 64  | 53  | 23  | 10 | 12 | 22 | 14 |
| 2007–08    | Grand Rapids Griffins | AHL        | 67  | 16  | 15  | 31  | 30  | —   | —  | —  | —  | —  |
| 2007–08    | Detroit Red Wings     | NHL        | 7   | 0   | 0   | 0   | 2   | 18  | 2  | 2  | 4  | 2  |
| 2008–09    | Grand Rapids Griffins | AHL        | 55  | 13  | 24  | 37  | 24  | —   | —  | —  | —  | —  |
| 2008–09    | Detroit Red Wings     | NHL        | 16  | 0   | 1   | 1   | 4   | 23  | 4  | 1  | 5  | 4  |
| 2009–10    | Detroit Red Wings     | NHL        | 75  | 11  | 13  | 24  | 18  | 12  | 1  | 0  | 1  | 4  |
| 2010–11    | Detroit Red Wings     | NHL        | 82  | 12  | 20  | 32  | 16  | 11  | 3  | 3  | 6  | 8  |
| 2011–12    | Detroit Red Wings     | NHL        | 68  | 9   | 17  | 26  | 12  | 1   | 0  | 0  | 0  | 0  |
| 2012–13    | Detroit Red Wings     | NHL        | 1   | 0   | 0   | 0   | 2   | —   | —  | —  | —  | —  |
| 2013–14    | Grand Rapids Griffins | AHL        | 2   | 0   | 0   | 0   | 0   | —   | —  | —  | —  | —  |
| 2013–14    | Detroit Red Wings     | NHL        | 42  | 12  | 8   | 20  | 14  | 5   | 0  | 1  | 1  | 0  |
| 2014–15    | Detroit Red Wings     | NHL        | 75  | 15  | 18  | 33  | 12  | 7   | 0  | 3  | 3  | 4  |
| 2015–16    | Detroit Red Wings     | NHL        | 77  | 13  | 13  | 26  | 32  | 5   | 1  | 0  | 1  | 6  |
| 2016–17    | Detroit Red Wings     | NHL        | 50  | 8   | 9   | 17  | 20  | —   | —  | —  | —  | —  |
| 2017–18    | Detroit Red Wings     | NHL        | 75  | 13  | 18  | 31  | 39  | —   | —  | —  | —  | —  |
| 2018–19    | Detroit Red Wings     | NHL        | 61  | 7   | 10  | 17  | 20  | —   | —  | —  | —  | —  |
| 2019–20    | Detroit Red Wings     | NHL        | 68  | 9   | 7   | 16  | 37  | —   | —  | —  | —  | —  |
| 2020–21    | Detroit Red Wings     | NHL        | 47  | 3   | 5   | 8   | 10  | —   | —  | —  | —  | —  |
| 2021–22    | Colorado Avalanche    | NHL        | 68  | 7   | 8   | 15  | 14  | 20  | 2  | 3  | 5  | 12 |
| 2022–23    | Colorado Avalanche    | NHL        | 11  | 0   | 0   | 0   | 4   | 1   | 0  | 0  | 0  | 0  |
| NHL totalt | NHL totalt            | NHL totalt | 823 | 119 | 147 | 266 | 256 | 103 | 13 | 13 | 26 | 40 |

### Internationellt
| År            | Lag           | Turnering     | Resultat      |   | Matcher | Mål | Assist | Poäng | Utv |
| ------------- | ------------- | ------------- | ------------- | - | ------- | --- | ------ | ----- | --- |
| 2007          | Kanada        | JVM           | 1             | 6 | 2       | 0   | 2      | 6     |     |
| Junior totalt | Junior totalt | Junior totalt | Junior totalt | 6 | 2       | 0   | 2      | 6     |     |

## Meriter och utmärkelser
| Merit                          | År         |
| ------------------------------ | ---------- |
| WHL                            |            |
| East First All-Star Team       | 2006       |
| East Second All-Star Team      | 2007       |
| CHL Memorial Cup All-Star Team | 2007       |
| NHL                            |            |
| Stanley Cup                    | 2008, 2022 |